# Cuadrilla de Ayala
Die Comarca Cuadrilla de Ayala ist eine der sieben Comarcas in der Provinz Álava.
Die im Nordwesten der Provinz gelegene Comarca umfasst 5 Gemeinden auf einer Fläche von 332,17 km².

## Gemeinden
| Gemeinde                   | Einwohner (2024) | Fläche km² | Dichte Einw./km² | Cod INE | Postleitzahl |
| -------------------------- | ---------------- | ---------- | ---------------- | ------- | ------------ |
| Amurrio                    | 10.330           | 96,36      | 107              | 01002   | 01470        |
| Arceniega                  | 1.856            | 27,45      | 68               | 01004   | 01474        |
| Ayala/Aiara                | 2.942            | 140,85     | 21               | 01010   | 01476        |
| Laudio                     | 17.982           | 37,45      | 480              | 01036   | 01400        |
| Okondo                     | 1.194            | 30,06      | 40               | 01042   | 01409        |
| Comarca Cuadrilla de Ayala | 34.304           | 332,17     | 103              | –       | –            |